# Антимонид димеди
Антимонид димеди — бинарное неорганическое соединение
меди и сурьмы с формулой Cu2Sb,
кристаллы.

## Получение
- Спекание стехиометрических количеств чистых веществ:

{\displaystyle {\mathsf {2Cu+Sb\ {\xrightarrow {T}}\ Cu_{2}Sb}}}

## Физические свойства
Антимонид димеди образует серые кристаллы
тетрагональной сингонии,
пространственная группа I 4/nmm,
параметры ячейки a = 0,4001 нм, c = 0,6104 нм, Z = 2.